# Послушания

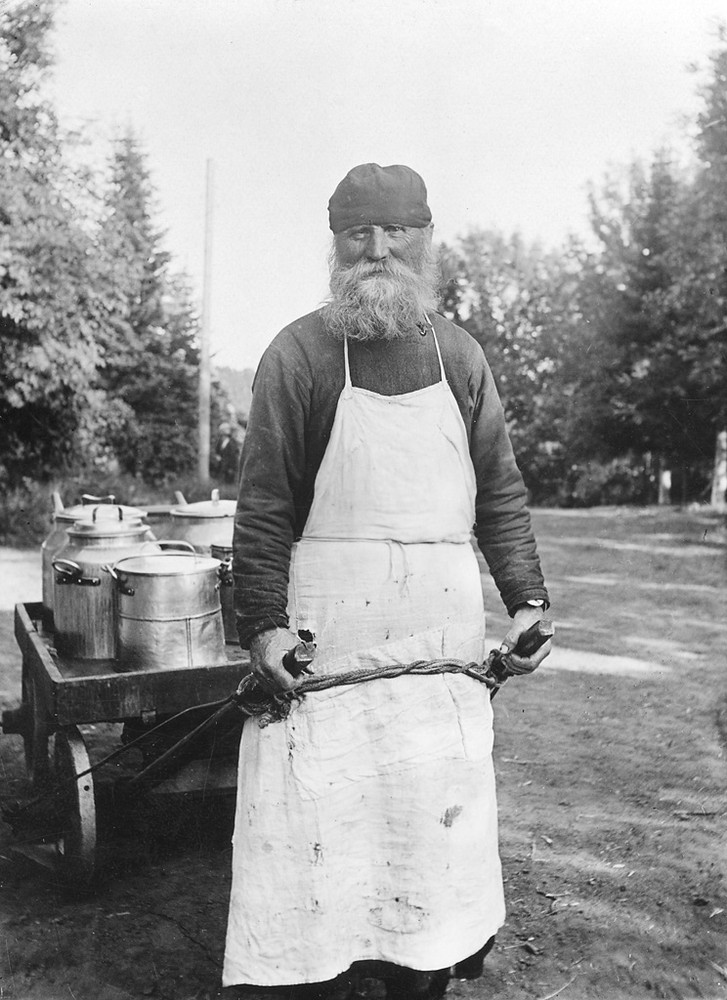
Насельник Валаамского монастыря иеромонах Геронтий за послушанием (1930 год)

Послуша́ния, церко́вные послуша́ния — общие обязанности каждого христианина и персональные официальные должности в православных организациях.
Только самые распространённые послушания возможно перечислить и частично их систематизировать.

## Общие послушания
Каждый христианин обязан выполнять все Евангельские заповеди — деятельно любить Бога и ближних. Кто считает себя православным христианином, тот должен неукоснительно выполнять следующие послушания верных детей Церкви:
1. регулярно (в церковные праздники и посты) посещать православный храм,
2. как можно чаще тщательно готовиться и приступать к святым таинствам покаяния и причащения,
3. ежедневно внимательно молиться утренними молитвами, молитвами в продолжении дня и молитвами на сон грядущим,
4. читать Евангелие, апостольские послания, Псалтирь, поучения Святых отцов православной церкви, и другие душеполезные книги, благословлённые Церковью,
5. соблюдать посты: ограничивать себя в еде и других удовольствиях,
6. открыто перед всеми людьми исповедовать свою веру в Иисуса Христа, не стыдясь непонимания и насмешек окружающих,
7. молиться не только за себя и за своих родственников, но и за врагов, и за весь мир,
8. стараться иметь мир со всеми, всегда прощать обиды, считать себя хуже других, терпеть унижения,
9. незамедлительно искоренять свои греховные страсти,
10. совершенствовать делание добрых дел: подавать милостыню нуждающимся, оказывать гостеприимство бездомным, навещать страждущих в больницах и тюрьмах.

Во время общественных богослужений в православных храмах все верующие должны соблюдать следующие предписания:
1. внимательно вслушиваться в произносимые слова молитв и песнопений, обращаясь ими лично от себя к Богу,
2. не отвлекаться мелочными разговорами и суетными заботами[1],
3. ограждать себя крестным знамением, совершать поклоны, целовать иконы, крест, мощи, благословляющую руку священника,
4. не опаздывать на богослужения и не выходить прежде его окончания из храма,
5. разучить и старательно подпевать те святые песнопения, которые поются всеми молящимися в храме.

## Персональные послушания мирян и церковнослужителей

### Богослужебные послушания
Некоторые миряне привлекаются для более активного участия в богослужениях. Постоянных тружеников православного храма называют церковнослужителями. Некоторых церковнослужителей из числа мужчин, через особый чин, посвящают на церковное служение, которое может быть следующим:
1. послушание петь молитвы на клиросе или в хоре,
2. послушание выразительно читать священные тексты,
3. послушание грамотно указывать клирошанам последовательность богослужения,
4. послушание управлять певчими,
5. послушания псаломщика,
6. послушания пономарей-алтарников[2],
7. послушания звонарей,
8. послушания иподиаконов.

### Хозяйственные послушания
1. послушания храмовых уборщиц-лампадниц[3],
2. послушания продавщиц свечей, икон и православных книг,
3. послушания охранников,
4. послушания приходского водителя,
5. послушания подсобных рабочих,
6. послушания старосты храма,
7. послушания преподавателей воскресных школ,
8. послушания экскурсовода,
9. послушания кладовщика,
10. послушания просфорника,
11. послушания иконописца-реставратора[4].

## Послушания священнослужителей
Священнослужители имеют особый статус в Церкви, поэтому их послушания качественно отличаются.

### Богослужебные послушания
1. Священнослужители возглавляют богослужения.
2. Священнослужители совершают таинства и обряды.
3. Священнослужители учат народ своим личным примером и проповедями.

### Административные послушания
Священнослужители организуют жизнь всех церковных подразделений. Особое служение в храме совершают священнослужители. В зависимости от духовного сана, в храме они выполняют:
1. архиереи несут послушания по управлению поместными и автономными церквами, экзархатами, митрополичьими округами, митрополиями, епархиями, викариатствами, и другими подчинёнными,
2. священники при необходимости должны помогать архиереям (официальный секретарь епархии, референт-представитель-посланник-советник владыки, благочинный, наместник монастыря, настоятель храма, ключарь собора, председатель какой-либо церковной комиссии),
3. диакона могут возглавлять монастырские и приходские хозяйственные и представительские службы, организовывать мирян, модерировать сайты церковных организаций.

## Послушания в монастырях и в духовных школах

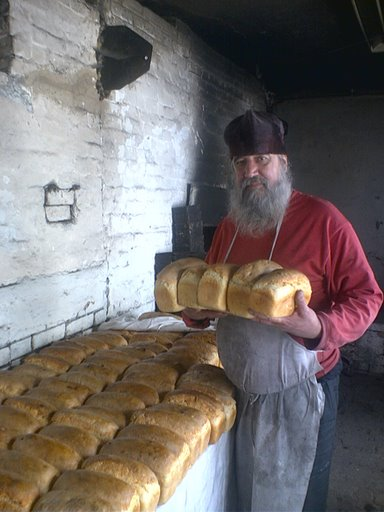
Послушание в пекарне. Коневский монастырь

Каждый проживающий в монастыре или в общежитии духовного учебного заведения, обязательно исполняет какую-либо работу. Конкретное послушание зависит от способностей воспитанника школы или насельника монастыря, а также от уровня развития богослужебной и хозяйственной деятельности церковного заведения. Здесь послушания бывают постоянными (должности), например:
- эконом,
- келарь,
- гостиничный,
- работа в свечном ящике

очередные (дежурства):
- уборка помещений,
- прислуживание в алтаре и храме,
- пение и чтение во время богослужения,
- работа в мастерских или подсобных хозяйствах,
- дежурство в трапезной,
- звонарство

и незапланированные (срочные):
- уборка выпавшего снега или опавшей листвы,
- погрузка чего-либо в автомобиль или выгрузка из него,
- встреча и приём внезапных гостей

Иногда послушание происходит вне стен монастыря (например, проведение богослужений в больнице или тюрьме).
Послушание может быть также наложено в качестве наказания-епитимии.